# Wuling Hongguang Mini EV
Wuling Hongguang Mini EV – elektryczny mikrosamochód produkowany pod chińską marką Wuling od 2020 roku.
Oferowany jako 3-drzwiowy hatchback lub 2-drzwiowy kabriolet, zaoferował szeroki zakres personalizacji wyglądu w ramach edycji specjalnych. Dzięki korzystnemu stosunkowi ceny do wielkości oraz możliwości transportowych pojazdu, Hongguang Mini EV zdobył dużą popularność na rodzimym rynku chińskim, w ciągu dwóch lat od debiutu w sierpniu 2022 przekraczając pułap 1 miliona sprzedanych egzemplarzy i stając się jednym z najpopularniejszych samochodów elektrycznych w historii. Fenomen popularności modelu na rodzimym rynku chińskim zwrócił uwagę mediów globalnych.

## Historia i opis modelu

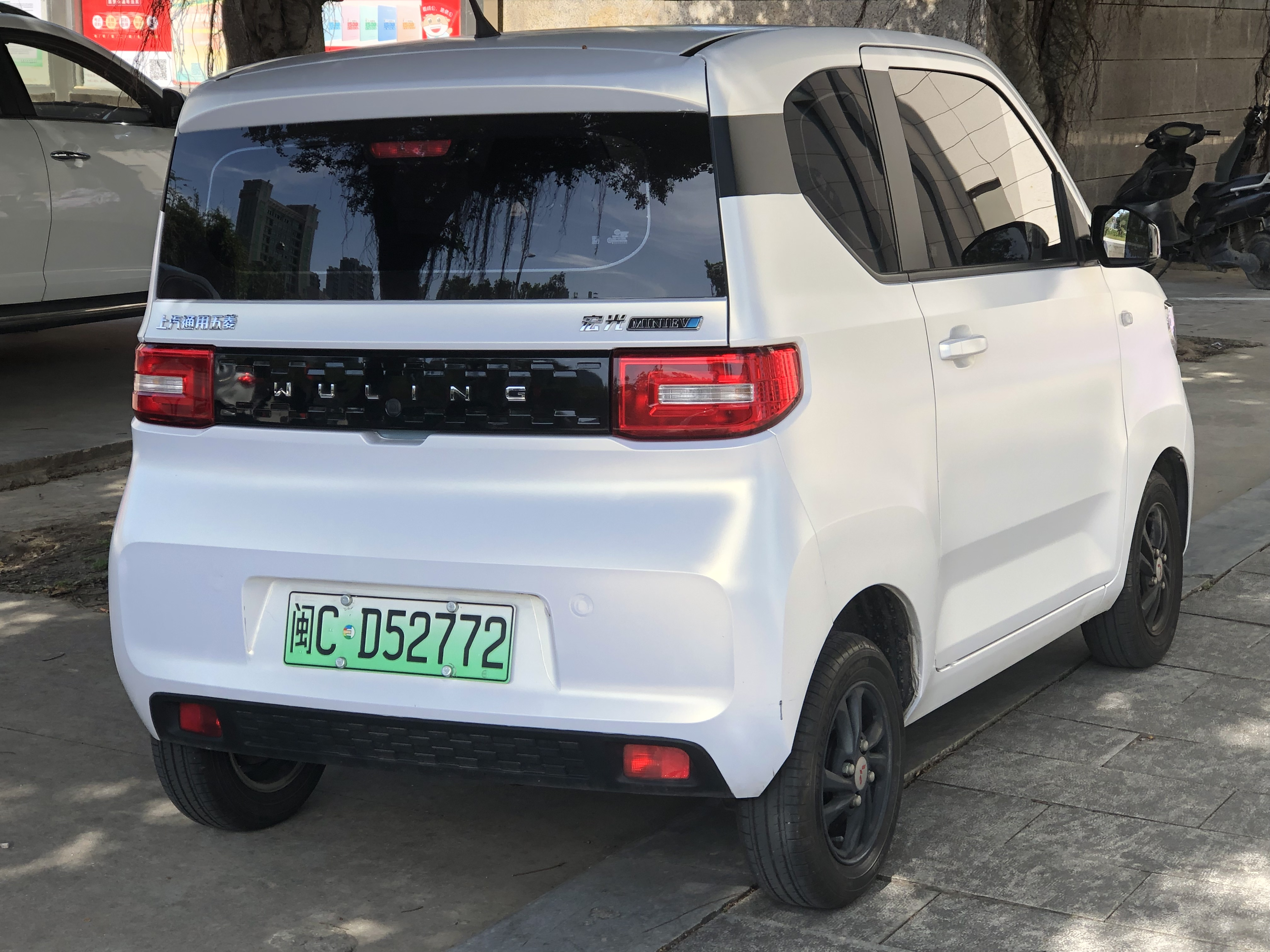
Wuling Hongguang Mini EV – tył

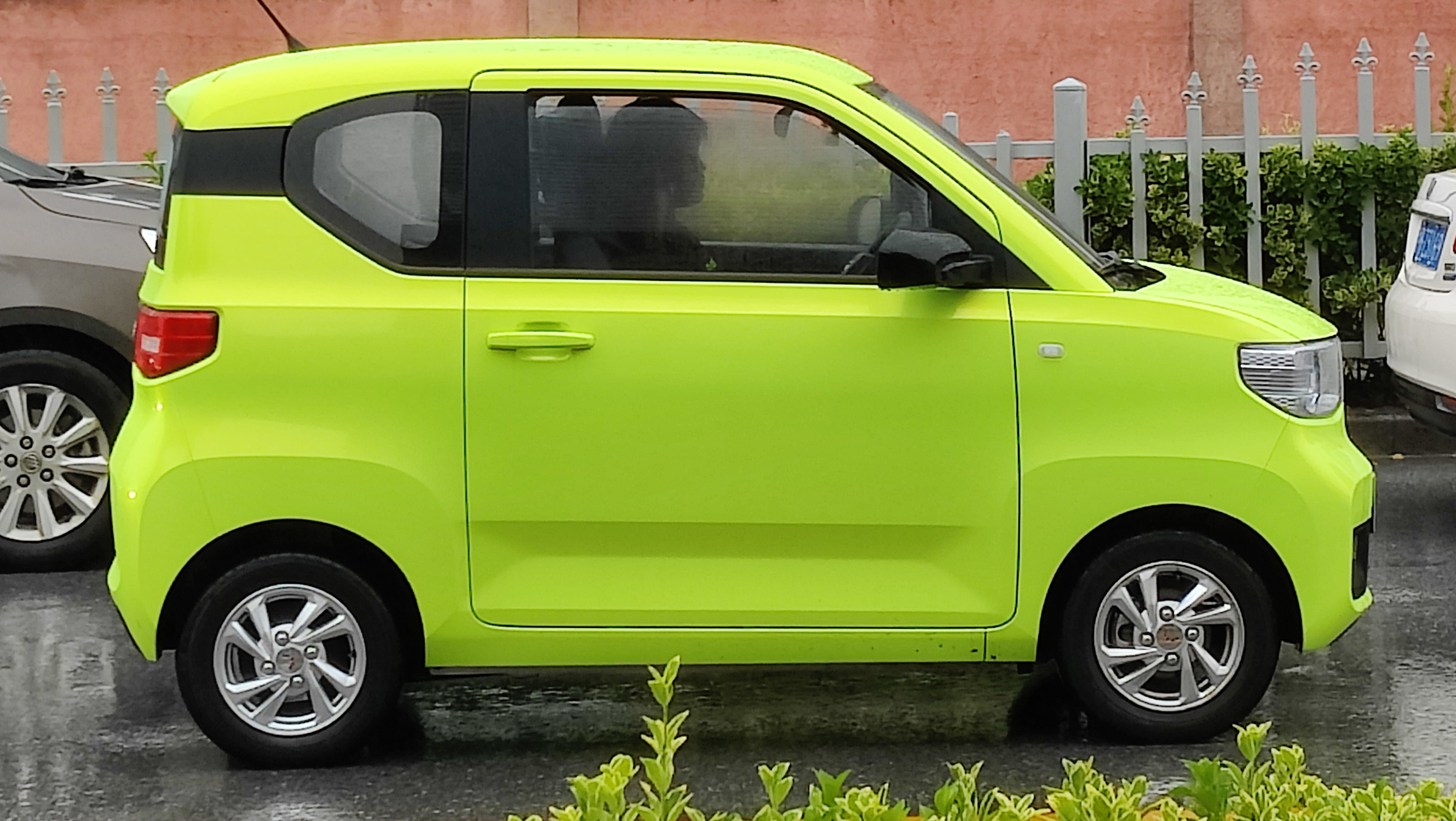
Wuling Hongguang Mini EV – sylwetka

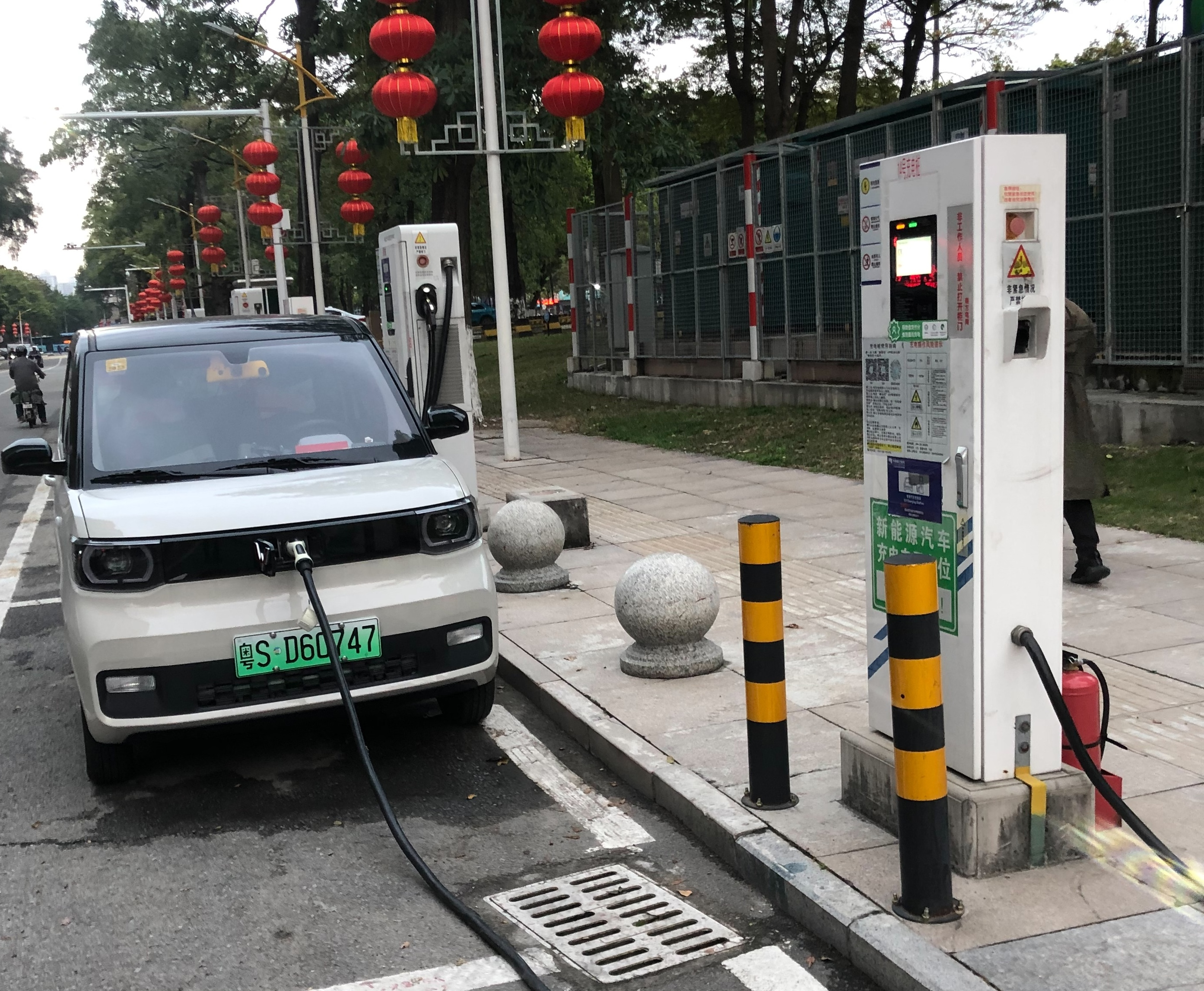
Wuling Hongguang Mini EV podczas ładowania

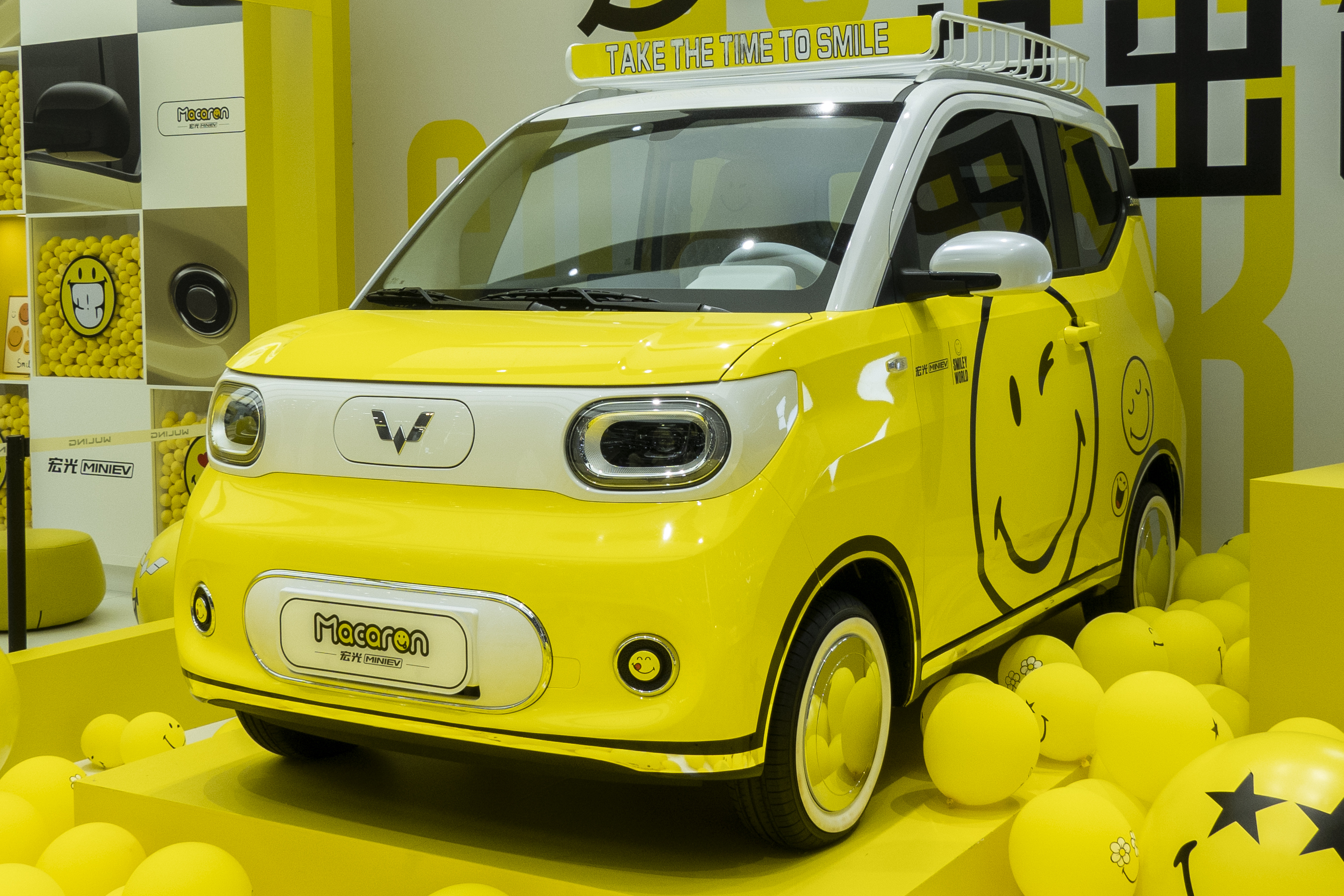
Wuling Hongguang Mini EV po liftingu

W lipcu 2020 roku Wuling przedstawił pierwszy pojazd zbudowany z myślą o napędzie elektrycznym. W przeciwieństwie do dotychczasowych produktów firmy, nie był on ani minivanem, ani furgonem. Zamiast tego zdecydowano się na koncepcję miejskiego mikrosamochodu. Hongguang Mini EV zyskał charakterystyczne proporcje, z niewielkimi 12-calowymi kołami, a także wąskim i wysokim nadwoziem o długości poniżej 3 metrów. Koncepcja pojazdu została podyktowana przystosowaniem do manewrowania po zatłoczonych i ciasnych ulicach metropolii. Kluczową grupą odbiorców, do których Wuling kieruje Hongguanga Mini EV, są młodzi mieszkańcy chińskich metropolii.
Pomimo niewielkiego nadwozia, w kabinie samochodu wygospodarowano przestrzeń dla czterech pasażerów. Hongguang Mini EV przy domyślnym ustawieniu siedzisk drugiego rzędu nie oferuje tradycyjnej przestrzeni bagażowej - ta pojawia się dopiero po złożeniu oparcia tylnej kanapy. Pozwala to na uzyskanie przedziału bagażowego o pojemności 741 litrów.
Wuling Hongguang Mini EV wyróżnia się relatywnie niewielką masą całkowitą, która wynosi 665 kilogramów. Uzyskano ją dzięki oparciu nadwozia na szkielecie, którego 57% stanowi wysoko wytrzymałe aluminium. Pojazd standardowo wyposażono w system ABS i EBD, z kolei tylna kanapa umożliwia montaż fotelików dzięki systemowi ISOFIX. Jednocześnie, samochód nie został wyposażony w poduszkę powietrzną kierowcy czy pasażera. W kabinie pasażerskiej producent wygospodarował przestrzeń na 12 różnych schowków, a także uchwyty na kubki dla pasażerów przedniego rzędu siedzeń. Zawieszenie utworzyły kolumny McPhersona z przodu oraz trójwahaczowe z tyłu.
Wuling Hongguang Mini EV w momencie debiutu w 2020 roku był najmniejszym (2,92 metra) samochodem w historii umożliwiającym pomieszczenie czterech pasażerów.

### Lifting
Pod koniec października 2023 Wuling zaprezentował Hongguanga Mini EV po obszernej restylizacji, która w pierwszej kolejności objęła droższy i lepiej wyposażony wariant Macaron Edition. Samochód otrzymał nowe wzory alufelg i dwutonowe lakiery nadwozia, a także inne, białe blendy pomiędzy przednim oraz tylnym oświetleniem. Same klosze zyskały inny, owalny kształt, z kolei kabina pasażerska odeszła od surowego minimalizmu na rzecz bogatszego wyposażenia bliższego rodzinnym modelom Wulinga: zastosowano nowy, większy ekran cyfrowych wskaźników, z kolei w konsoli centralnej po raz pierwszy od premiery pojawił się centralny, dotykowy ekran systemu multimedialnego. Nadwozie po restylizacji stało się dłuższe i zachowało większy rozstaw osi.

### Sprzedaż

#### Chiny
Premiera Wulinga Hongguanga Mini EV wywołała duże zainteresowanie wśród chińskich konsumentów – w ciągu dwóch miesięcy od premiery producent otrzymał ponad 50 tysięcy zamówień. Kolejne miesiące czwartego kwartału 2020 roku przyniosły dalszy wzrost popularności samochodu, na którego popyt osiągnął rekordowe wartości w skali oferowanych w Chinach samochodów elektrycznych. Jeszcze przed końcem roku, na początku grudnia 2020 roku, Wuling Hongguang Mini EV oficjalnie stał się najpopularniejszym samochodem elektrycznym w kraju, odbierając ten tytuł Tesli Model 3.
W ciągu mniej niż pół roku sprzedaży, Wuling zamknął 2020 rok z wynikiem ponad 117 tysięcy sprzedanych egzemplarzy. Trend dużego popytu utrzymał się w pierwszym kwartale 2021 roku – na jego koniec, w marcu 2021 roku, miesięczna liczba zamówień przekroczyła 40 tysięcy. W marcu 2021 roku Wuling Hongguang Mini EV stał się również najpopularniejszym nowym samochodem elektrycznym na świecie, z kolei w styczniu 2022 łączna sprzedaż pojazdu wyniosła w Chinach 500 tysięcy egzemplarzy. Juz 8 miesięcy później, w sierpniu 2022 i zarazem 2 lata po rynkowym debiucie, sprzedaż Hongguanga Mini EV przekroczyła pułap 1 miliona egzemplarzy, utrzymując niesłabnąco wysoki popyt na elektryczny mikrosamochód na wewnętrznym rynku chińskim.
Wuling Hongguang Mini EV w momencie debiutu był oferowany w Chinach w relatywnie niskiej cenie, która wynosiła wówczas równowartość ok. 4,5 tys. dolarów za model podstawowy oraz ok. 5 tys. dolarów za najlepiej wyposażony wariant. Przy średnim kursie, wartość ta odpowiadała kwocie ok. 17 tys. złotych za podstawowy egzemplarz i ok. 18,7 tys. zł za topowy. Wuling Hongguang Mini EV oferowany jest na rynku chińskim z gwarancją obejmującą osiem lat lub z maksymalnym limitem 120 tysięcy kilometrów.
Samochód na lokalnym rynku często poddawany jest głębokiej personalizacji wyglądu nadwozia przez właścicieli, umieszczającymi na nim naklejki z motywami i postaciami z popkultury, modyfikującymi także m.in. wzór alufelg i obicie foteli. Trend ten upowszechnił się głównie dzięki młodym mieszkankom chińskich miast, a ponadto jest wykorzystywany przez samego producenta do promocji swojego produktu. W tym celu Wuling organizował m.in. kampanie reklamowe z udziałem lokalnych celebrytek i influencerek, a także przedsiębiorstw.

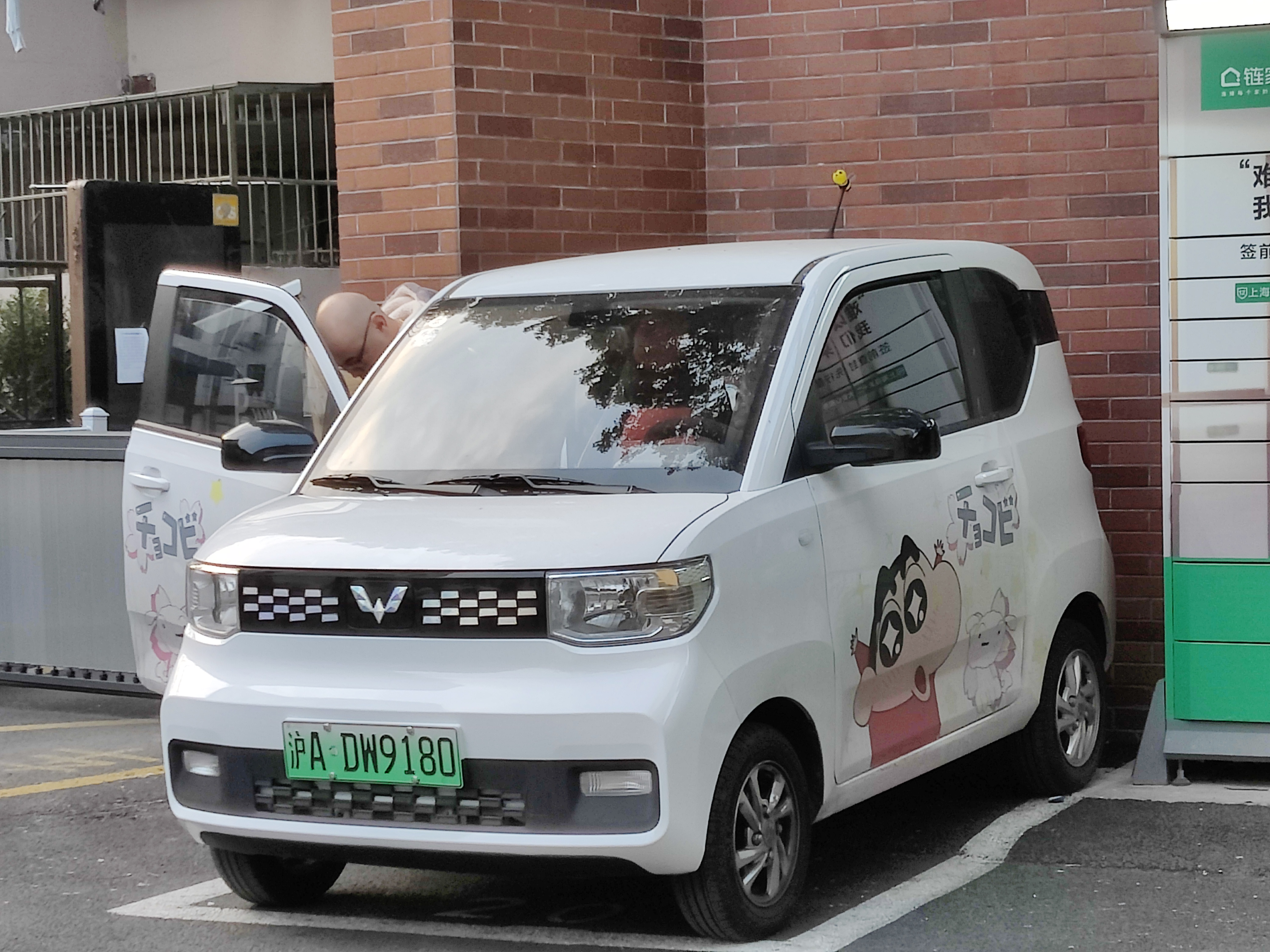
Spersonalizowany egzemplarz
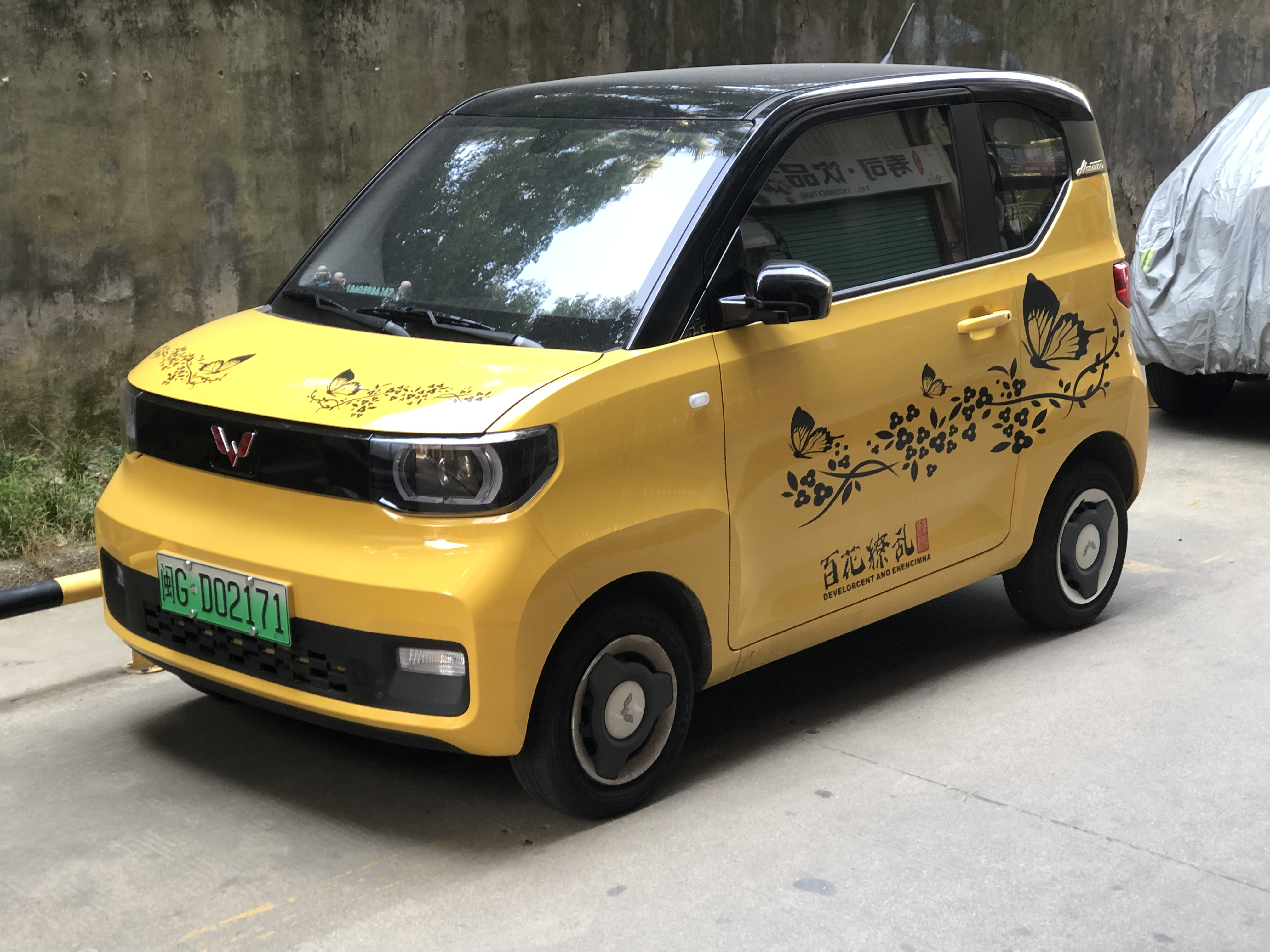
Spersonalizowany egzemplarz
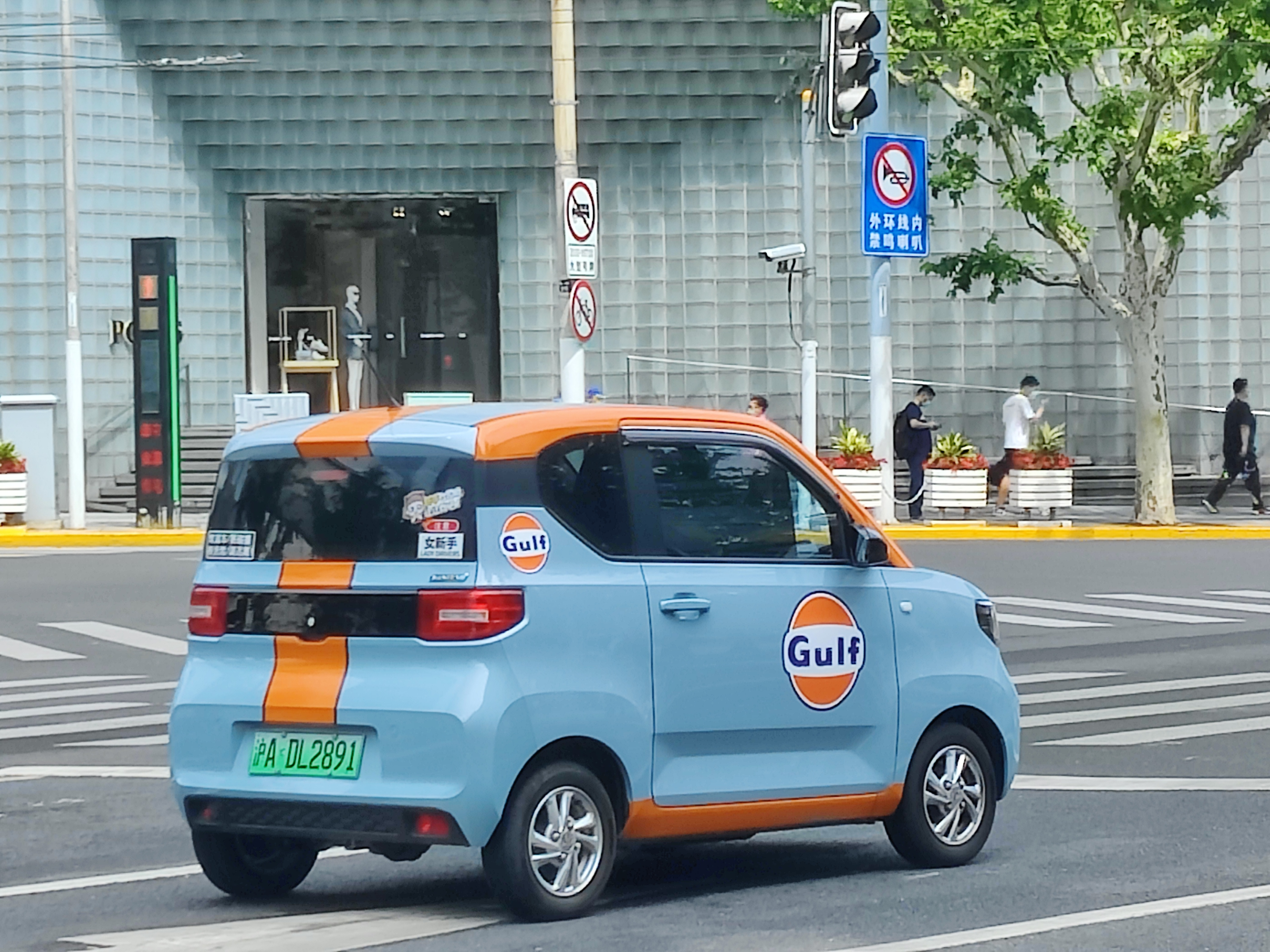
Spersonalizowany egzemplarz
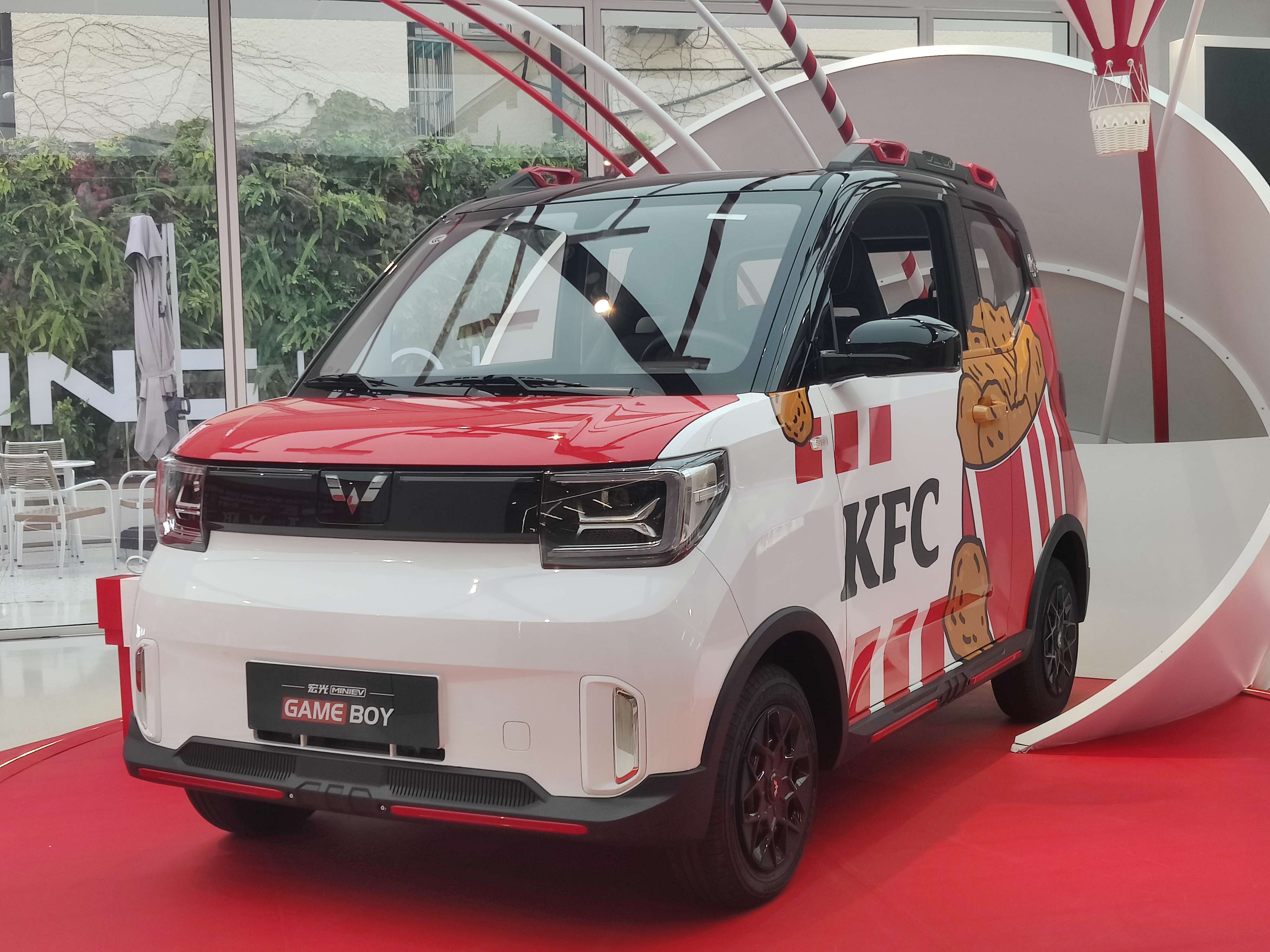
Promocja we współpracy z KFC

#### Europa
Koncepcja Honggianga Mini EV wzbudziła zainteresowanie łotewskiego przedsiębiorstwa Dartz, dotychczas specjalizującego się w produkcji opancerzonych dużych SUV-ów. Leonard Jankielowicz, prezes firmy, zdecydował się nawiązać współpracę z chińskim Wulingiem. Zaadaptował mikrosamochód do europejskich wymogów bezpieczeństwa, uzyskując świadectwo zgodności w Unii Europejskiej. Prowadzi licencyjną produkcję i sprzedaż.
Na początku lutego 2021 roku przedstawione zostały pierwsze fotografie częściowo zamaskowanego kolorową folią samochodu, zdradzając jego nazwę – Freze Nikrob EV. Łotewskie przedsiębiorstwo zdecydowało się tym samym nawiązać do nazwy historycznego rosyjskiego producenta z początku XX wieku.
Poza innymi oznaczeniami modelu oraz producenta na nadwoziu przy jednoczesnym braku znaczka producenta na kole kierownicy, Dartz zdecydowało się wdrożyć także szereg innych, własnych modyfikacji. Standardowe reflektory halogenowe zostały zastąpione tymi wykonanymi w technologii LED, a ponadto wprowadzono także zmiany w oprogramowaniu systemu elektrycznego, uzyskując dodatkowy maksymalny zasięg. Zamiast 170, Freze Nikrob EV ma móc przejechać na jednym ładowaniu w topowej wersji do 200 kilometrów. Ponadto, Dartz opracowało także własną, topową odmianę Nikroba EV charakteryzującą się spersonalizowanymi możliwościami malowania nadwozia na niedostępne w chińskim pierwowzorze barwy, a także wykończenie kabiny pasażerskiej wegańską skórą i wyposażenie jej w system audio marki premium.
Produkcyjny wariant Freze Nikrob EV przedstawiony został w kwietniu 2021 roku. Cena za podstawowy wariant określona została na 9999 euro (ok. 45 tys. zł), z kolei luksusowy wariant ma kosztować 14 999 euro (ok. 68 tys. zł). Z tak ustalonym cennikiem, Freze Nikrob EV określony został jako najtańszy nowy samochód elektryczny w Unii Europejskiej. Produkcja Freze Nikrob EV odbywać się będzie w Wilnie w ramach partnerstwa z litewskim przedsiębiorstwem Nikrob. Dartz poza sprzedażą na terenie krajów bałyckich planuje także eksport m.in. do Norwegii, Francji czy Włoch.

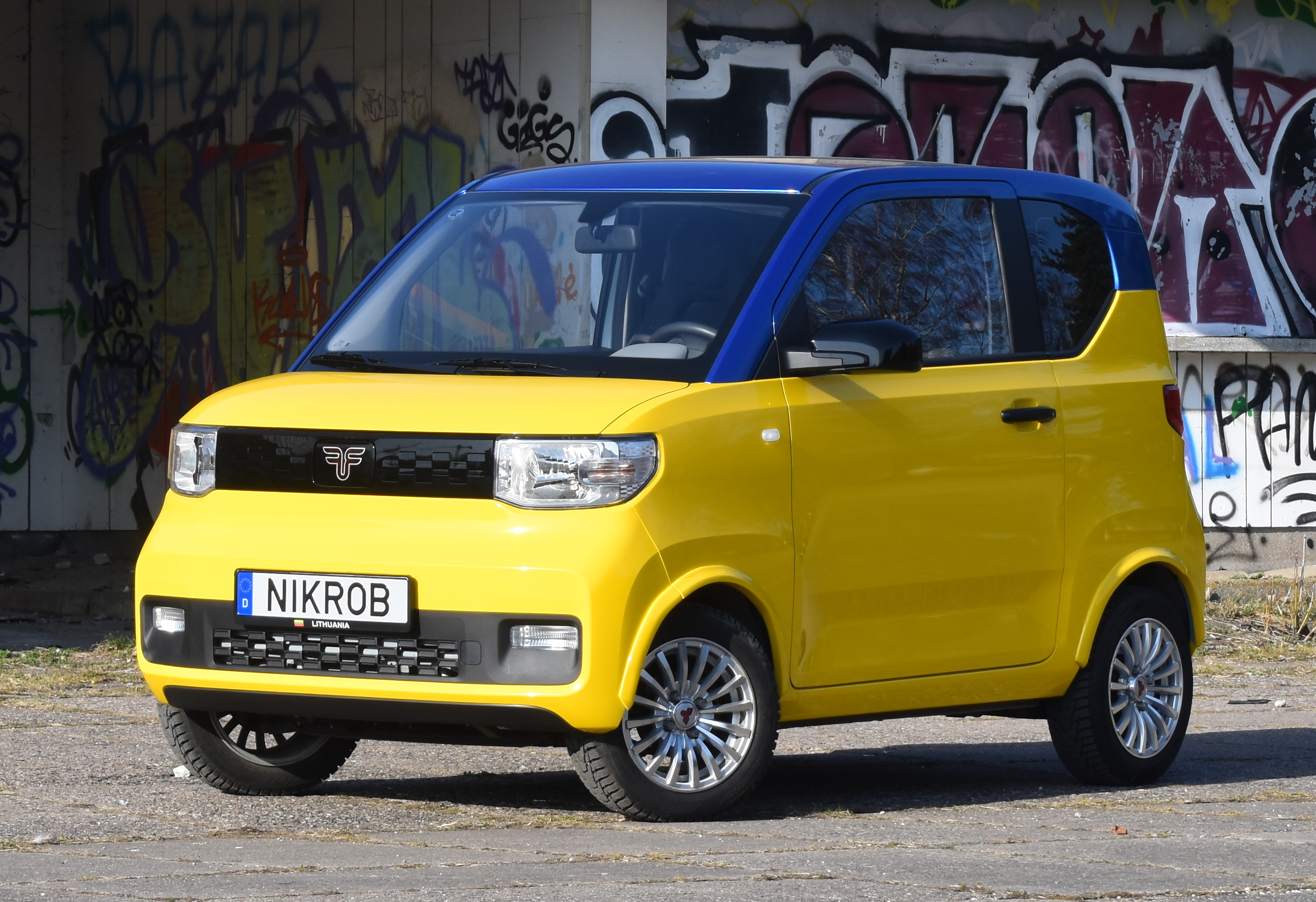
Przód
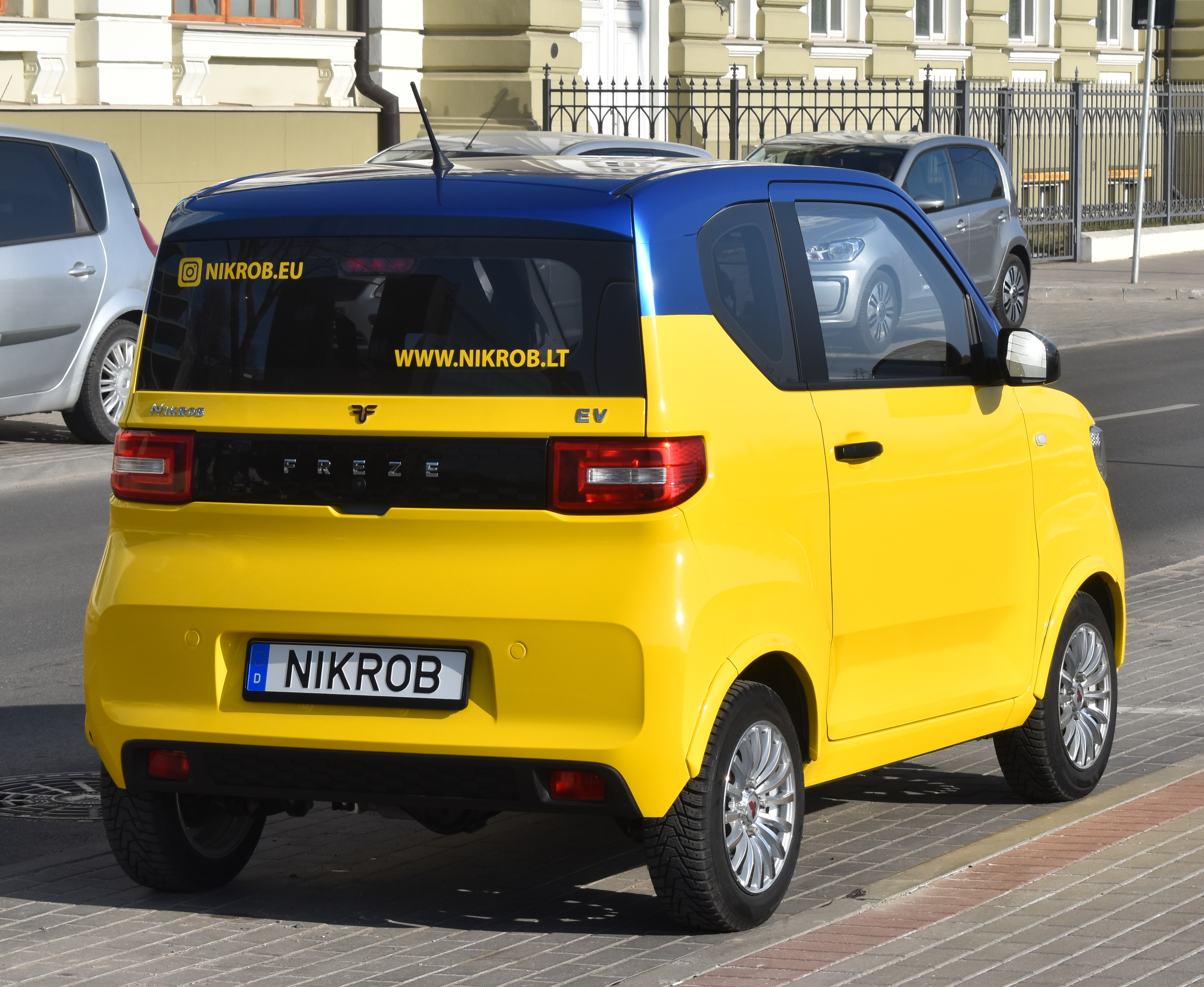
Tył
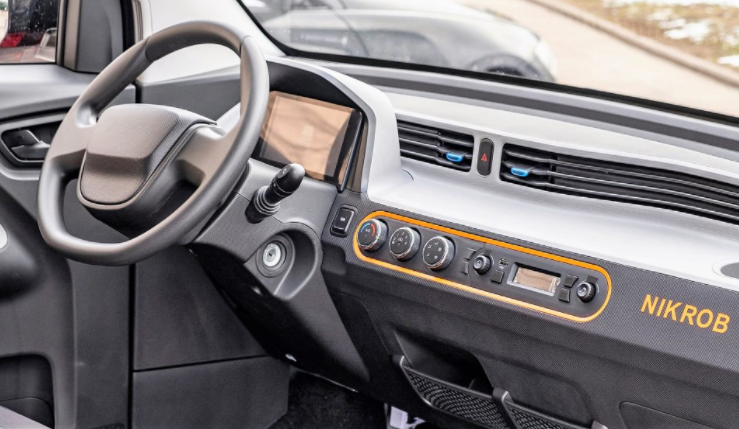
Kokpit

#### Inne rynki
W czerwcu 2023 Wuling Hongguang Mini EV oficjalnie zadebiutował na rynku wietnamskim, gdzie uruchomiono jego lokalną produkcję w porozumieniu z firmą TMT Motors w mieście Hưng Yên na północy kraju. Samochód wyceniono w najtańszej wersji na 239 miliony dongów, równowartość wówczas ok. 40 tysięcy złotych.

### Dane techniczne
Układ napędowy Wulinga Hongguanga Mini EV tworzy 27-konny silnik elektryczny z magnesami trwałymi, który rozwija maksymalny moment obrotowy 85 Nm i osiąga prędkość maksymalną 100 km/h. Samochód w wariantach innych niż edycje limitowane Gameboy oraz Macaron oferowany jest w dwóch wersjach. Tańszy napędzany jest mniejszą baterią o pojemności 9,3 kWh i zasięgu na jednym ładowaniu do 120 kilometrów. Droższy wyposażono w większą baterię o pojemności 13,82 kWh, co pozwala uzyskać zasięg do 170 kilometrów na jednym ładowaniu. Mniejszy akumulator wymaga 6,5 godziny do uzupełnienia stanu od 0% do 100%, z kolei większy – 9 godzin.

## Edycje specjalne

### Macaron Edition
W odpowiedzi na duże zainteresowanie klientów kwestią personalizacji zewnętrznego wyglądu Hongguanga Mini EV, na początku kwietnia 2021 roku Wuling przedstawił specjalny wariant o nazwie Macaron Edition, który został skierowany do nabywców szukających fabrycznych rozwiązań modyfikujących wygląd pojazdu. Odmiana Macaron zyskała inny wzór reflektorów wykonany w technologii LED, a także białe tarcze felg i trzy specjalne barwy lakieru: zieleń Avocado Green, żółć Lemon Yellow oraz róż White Peach Pink. Wuling Hongguang Mini EV Macaron wyróżnia się także bogatszym wyposażeniem standardowym. Pojazd oferowany jest w standardzie m.in. z kamerą cofania, czujnikami parkowania i wskaźnikiem ciśnienia w oponach.

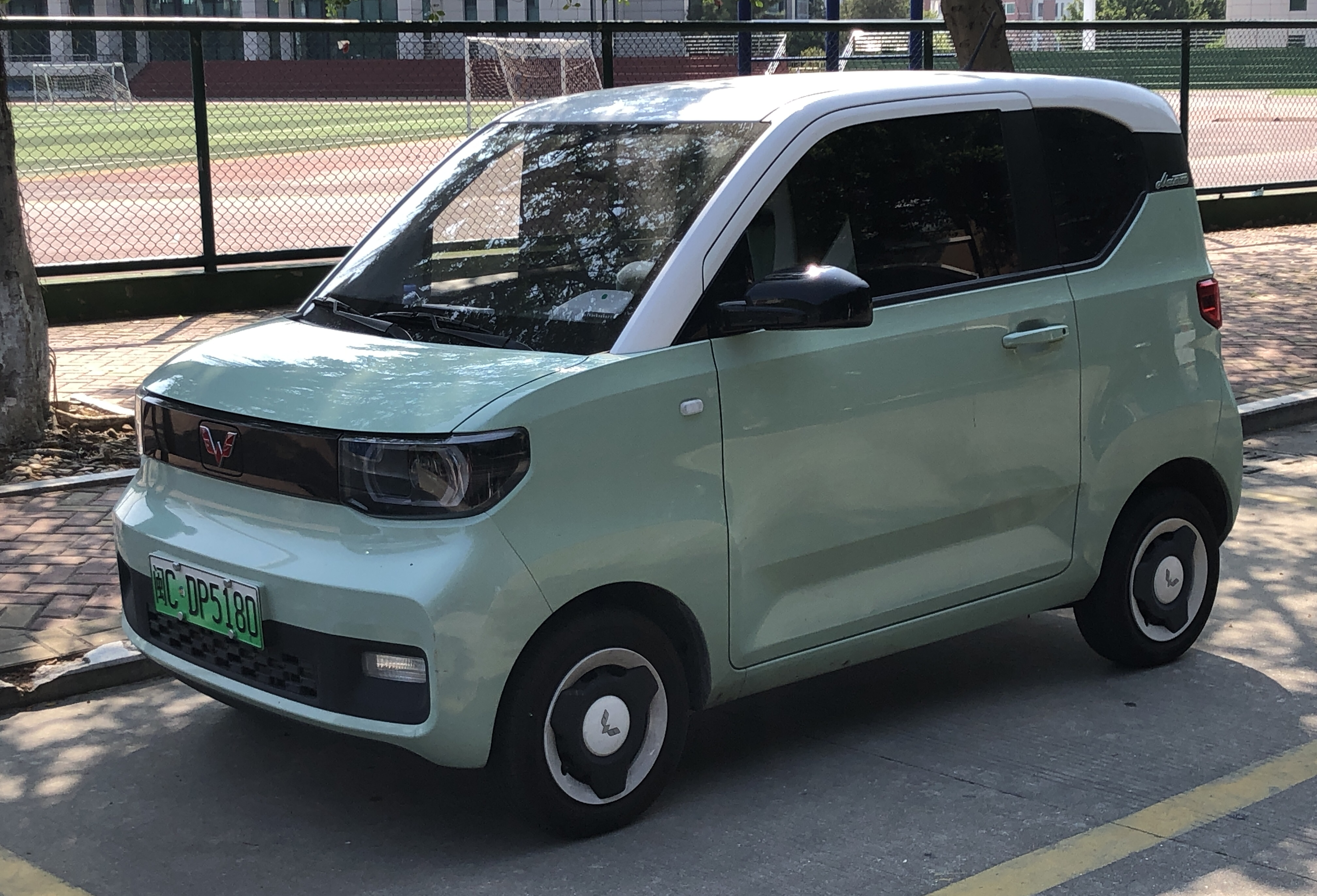
Przód
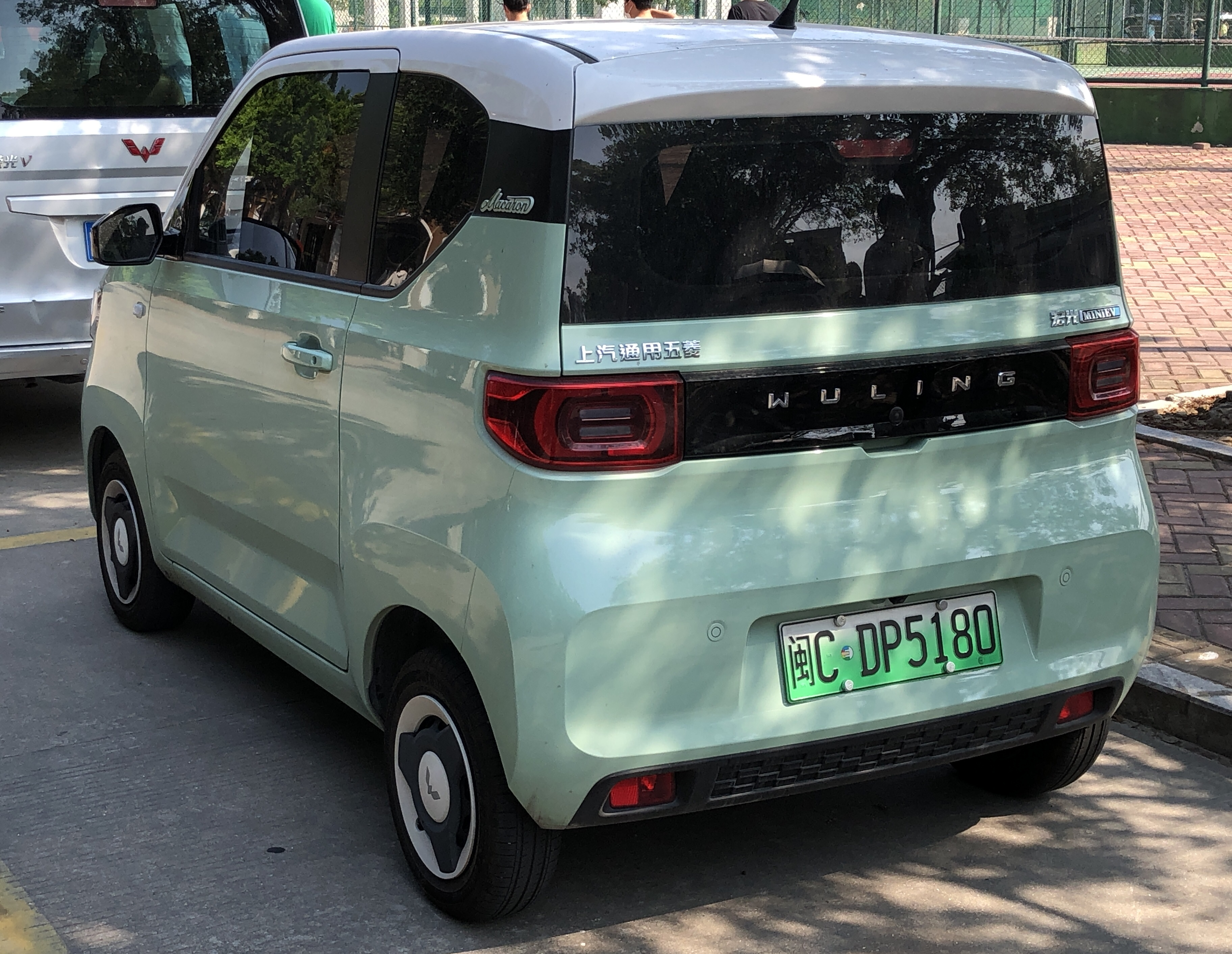
Tył
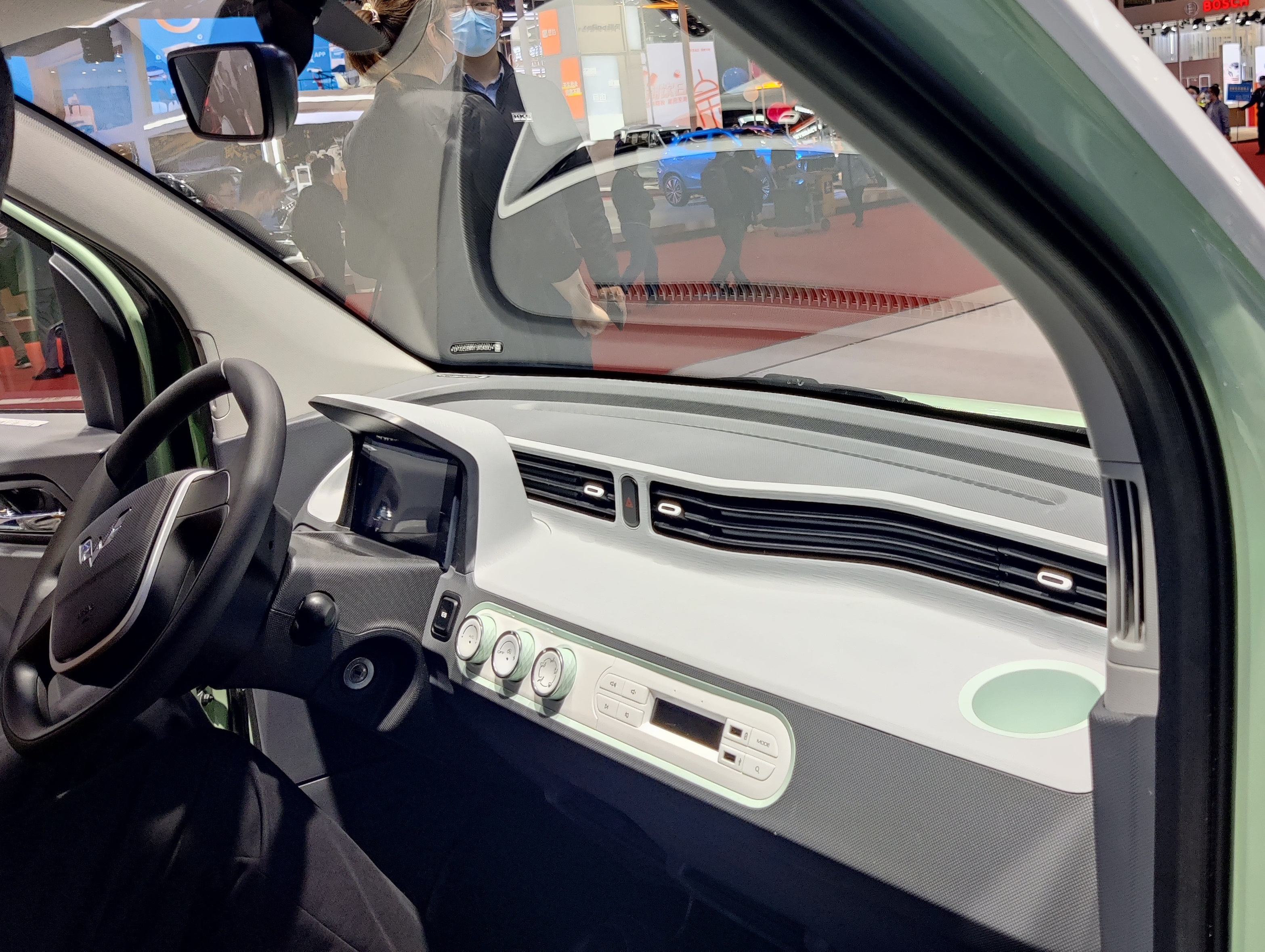
Kokpit

### GameBoy Edition
W marcu 2022 Wuling przedstawił kolejną edycję specjalną Hongguanga Mini EV, tym razem pod postacią głęboko zmodyfikowanej względem oryginału wersji GameBoy Edition. Samochód otrzymał inne wkłady reflektorów z pasem świetlnym pomiędzy nimi i lamp tylnych z motywem litery „X” wykonanym w technologii LED, przemodelowanymi zderzakami i kołpakami oraz bagażnikiem dachowym. Samochód zyskał obniżone o 17 mm zawieszenie, a także większą baterię o pojemności 26 kWh przekładającą się na maksymalny zasięg 300 kilometrów. Ponadto, samochód napędza także mocniejszy o 14 KM silnik elektryczny, który rozwija 41 KM.

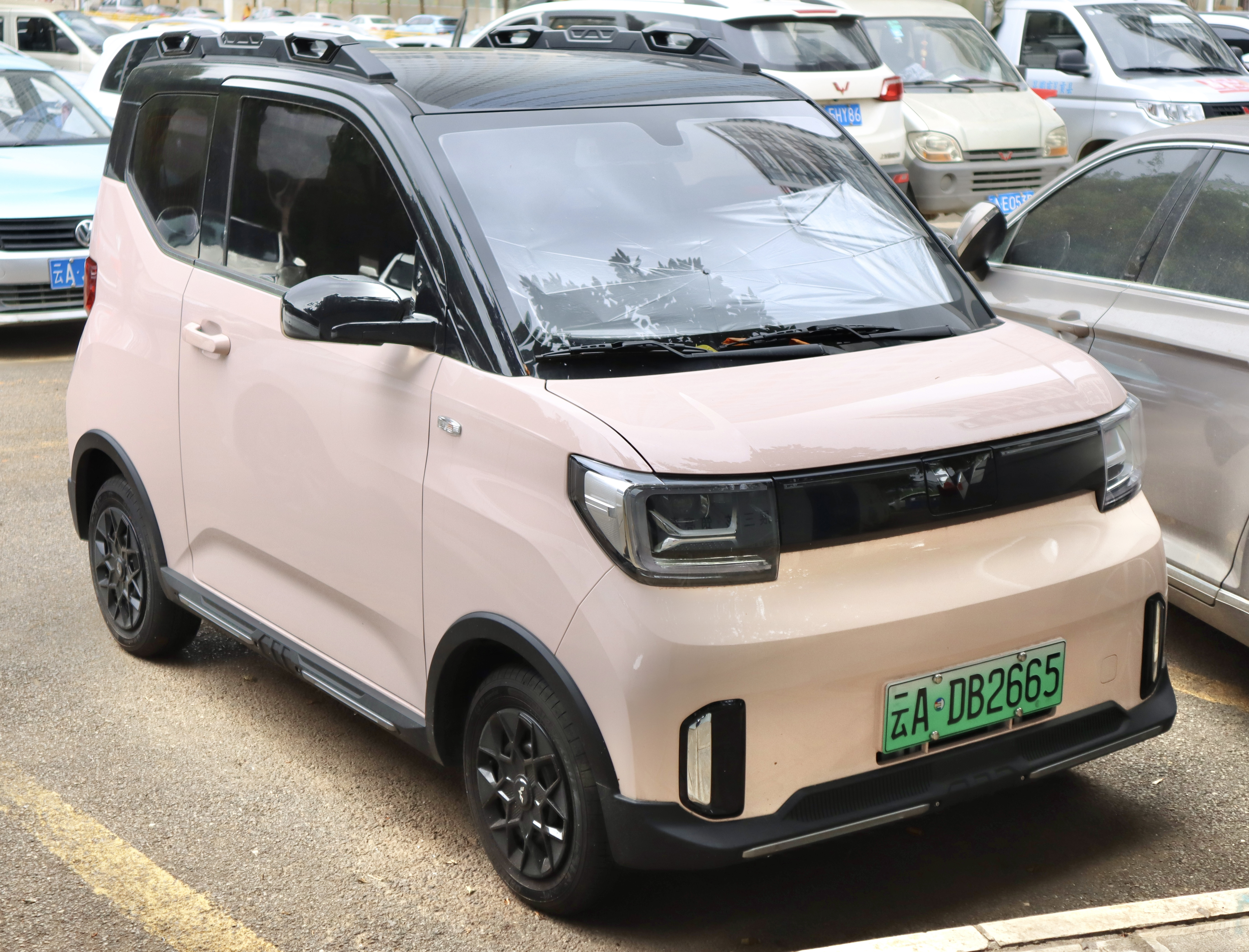
Przód
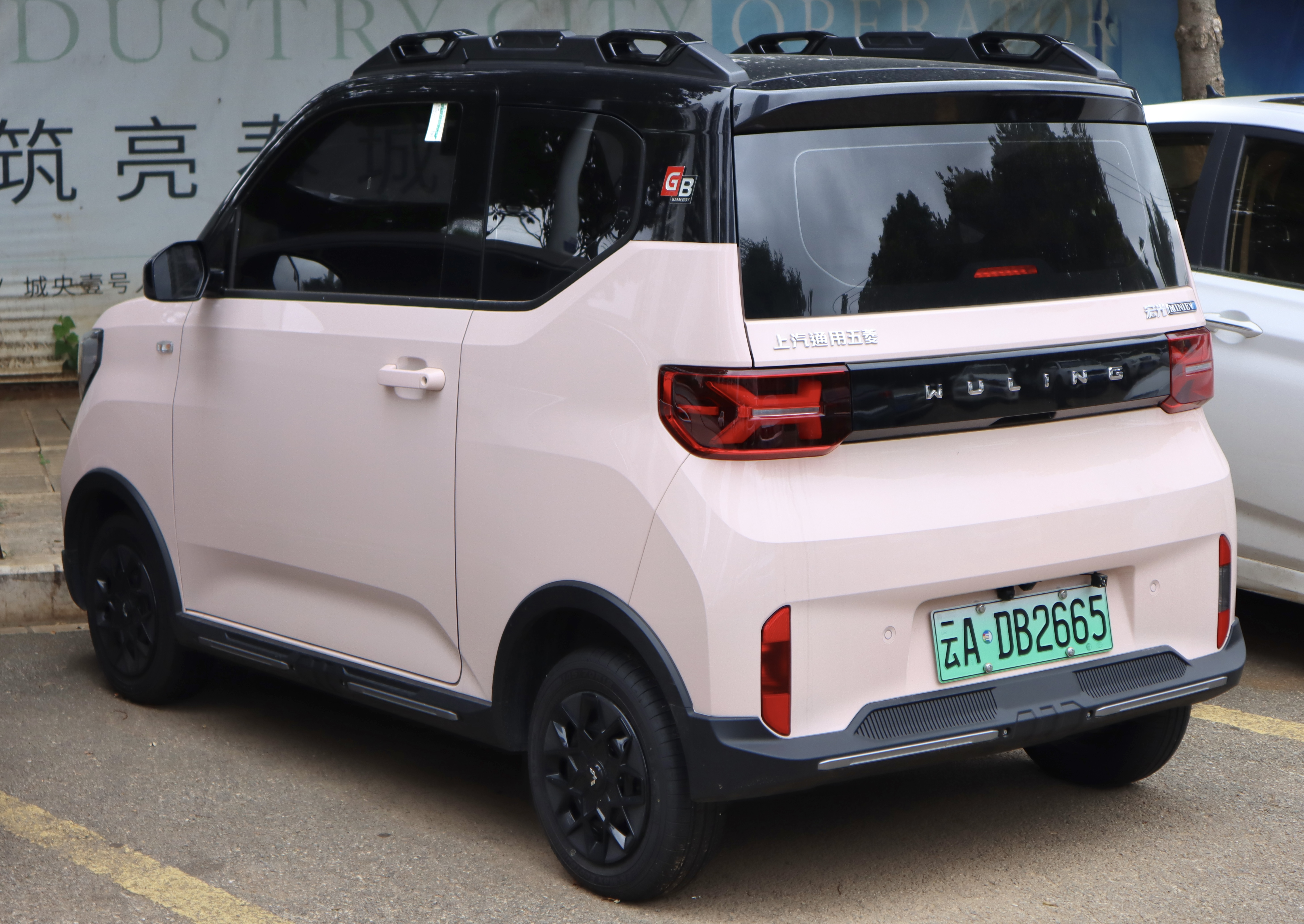
Tył
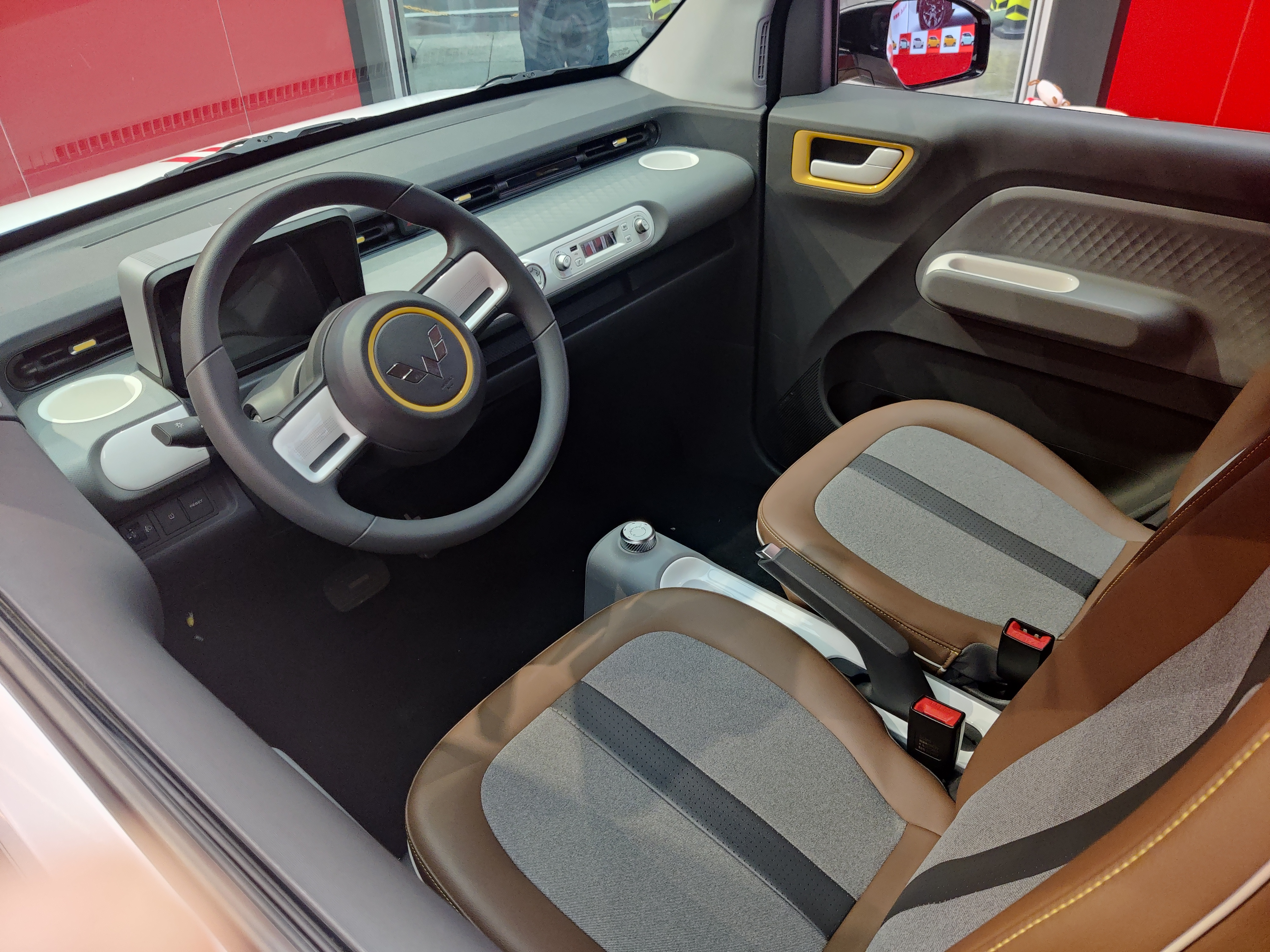
Kokpit

### Cabrio
Podczas wystawy samochodowej Shanghai Auto Show w kwietniu 2021 roku Wuling przedstawił studyjną wariację na temat Hongguanga Mini EV w postaci kabrioletu ze składanym, płóciennym dachem i bogatszym wyposażeniem obejmującym m.in. duży ekran wskaźników i systemu multimedialnego. Nieco ponad rok później, w sierpniu 2022 zadebiutowała produkcyjna odmiana. Samochód zyskał większe nadwozie i dłuższy rozstaw osi, a także obszerne zmiany stylistyczne w stosunku do klasycznego hatchbacka.

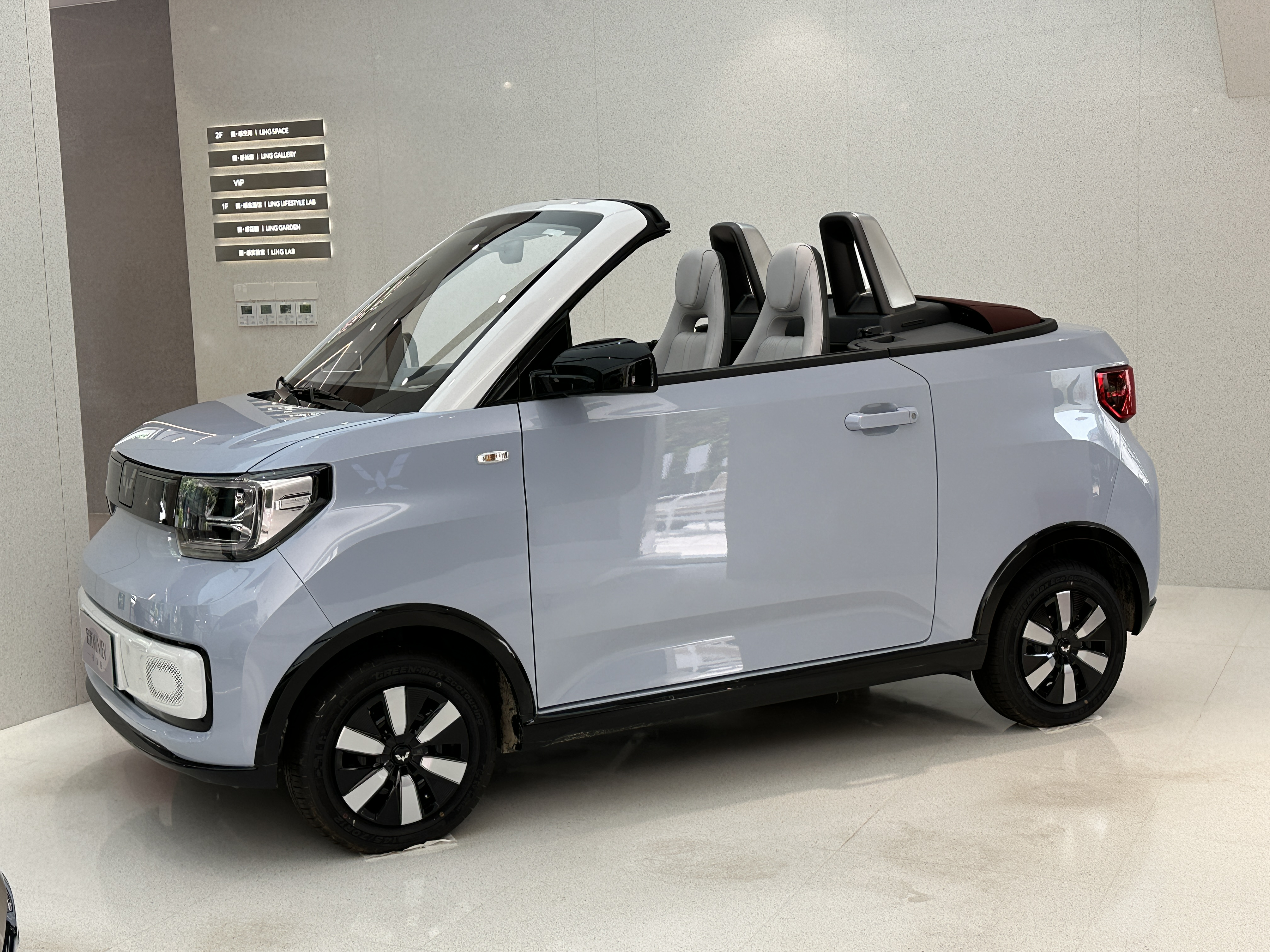
Przód
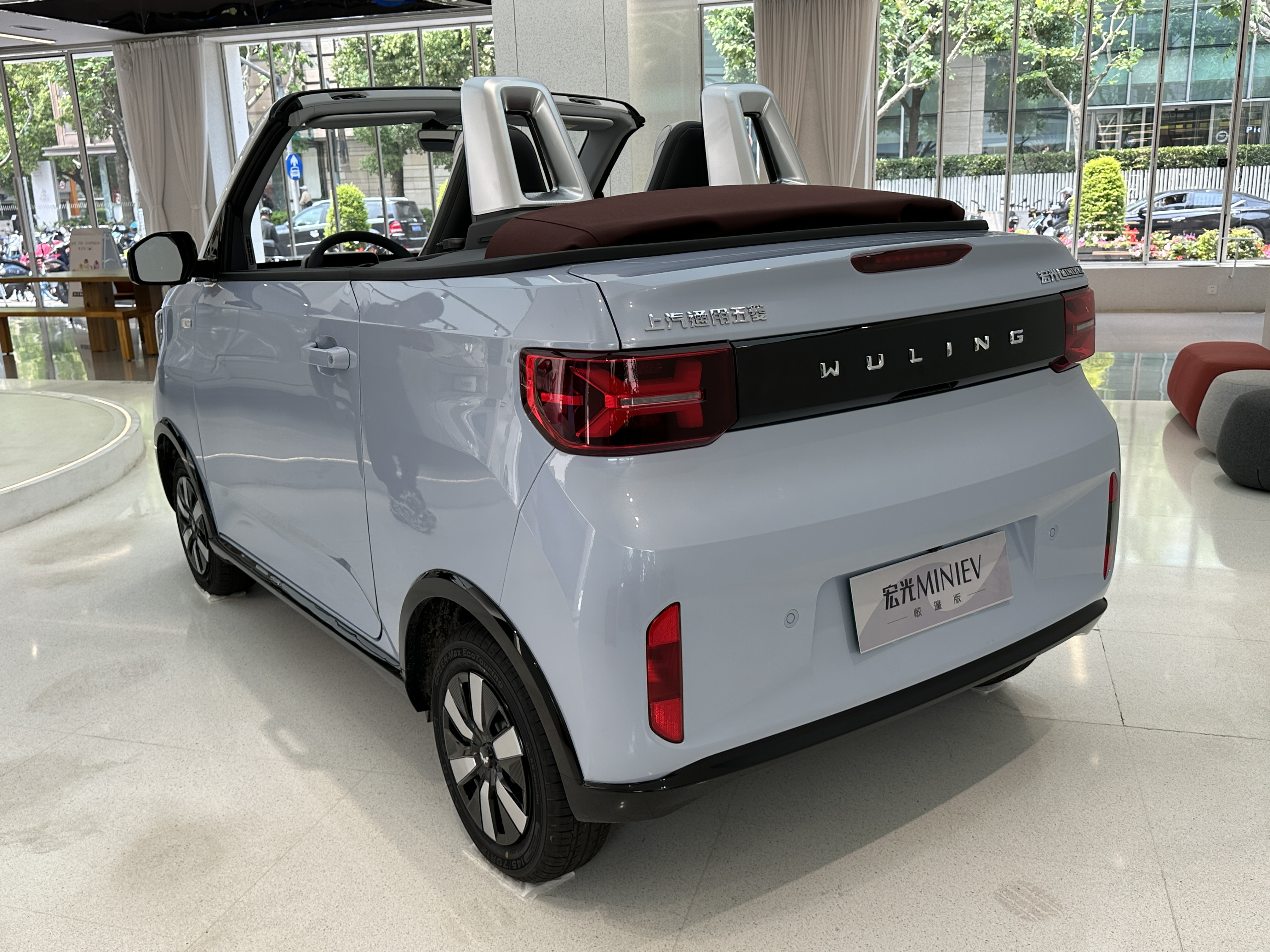
Tył
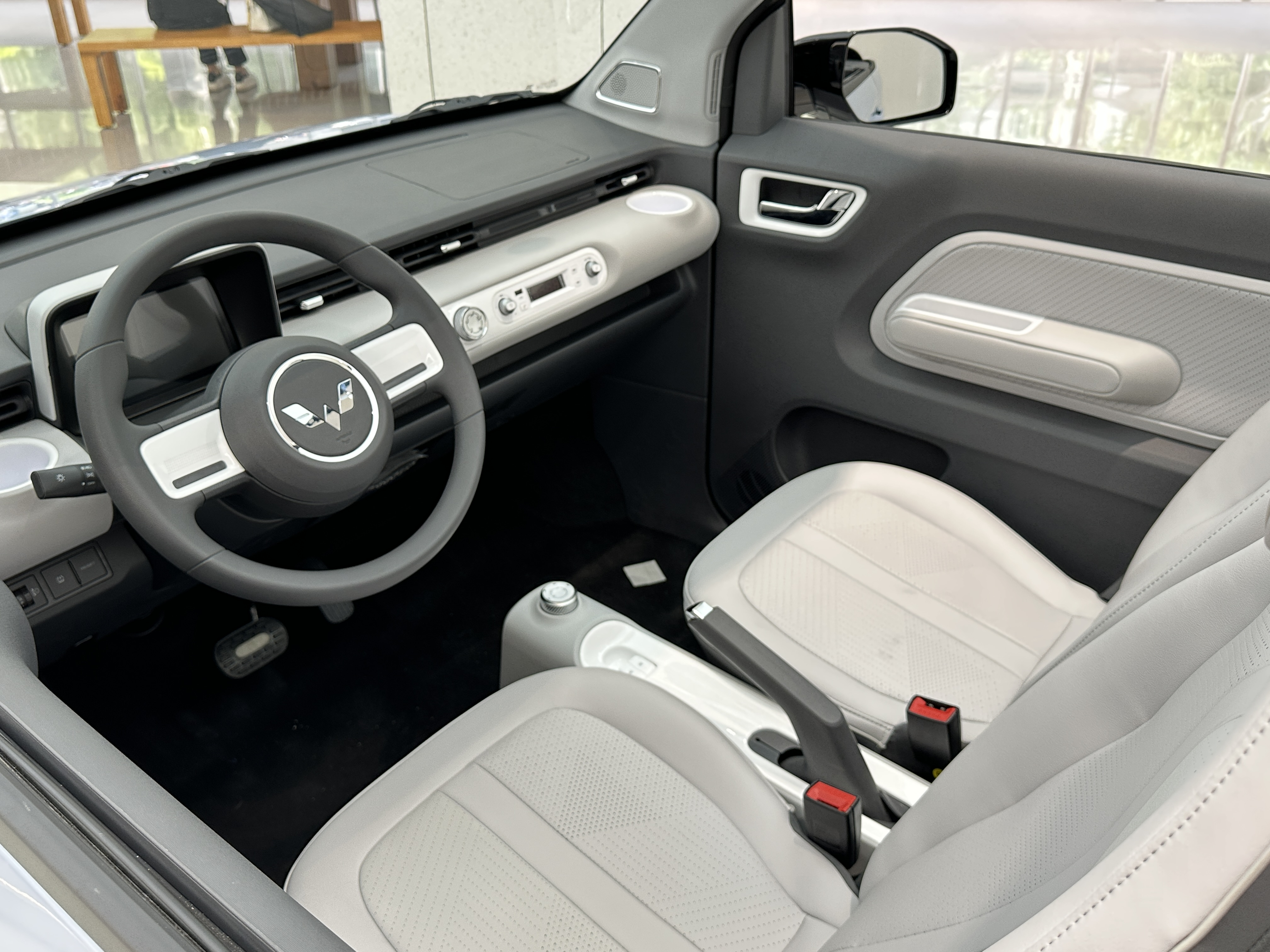
Kokpit

## W mediach globalnych
- Popularność, jaka była rezultatem debiutu taniego elektrycznego mikrosamochodu Wulinga w Chinach, wywołała szerokie zainteresowanie mediów na świecie. W publikacjach zwracano uwagę zarówno na duże zainteresowanie wśród nabywców w Chinach, jak i niską ceną oraz nietypowe rozwiązania konstrukcyjne pojazdu[42][43][44][45].
- W polskich mediach popularność zdobyło porównanie taniego, niewielkiego samochodu chińskiego producenta do Fiata 126p, dopatrując się podobieństw w koncepcji oraz rynkowym pozycjonowaniu. Część z nich zastosowała określenie chiński maluch[20][46], inne nazwały go chińskim Fiatem 126p[47].